# Crypte (anatomie)
Pour les articles homonymes, voir Crypte (homonymie).
Les cryptes sont des structures anatomiques qui sont des invaginations étroites mais profondes dans une structure plus grande. 
Les cryptes de Lieberkühn sont un type commun de crypte anatomique. Cependant, ce n'est pas le seul : certains types de tonsilles ont également des cryptes. Parce que ces cryptes permettent un accès externe aux parties profondes des tonsilles, ces dernières sont plus vulnérables à l'infection. 